# Diego Vaca de Vega
Pour les articles homonymes, voir Vaca et Vega (homonymie).
Diego Vaca de Vega, mort à Loja le 27 août 1627, est un conquistador espagnol.

## Biographie
Né en Espagne, à Siete Iglesias, dans la province de Valladolid, près de Medina del Campo, ses parents légitimes sont le capitaine Pablo Vaca et Catalina Fernández de Medina y Ebán, et de ce fait, certains de ses enfants portent le nom de famille Ebán comme deuxième nom.
Vers 1573, avant d'arriver au Pérou, il a servi à Santa Marta en compagnie du gouverneur Lope de Orozco. Il se rend ensuite au Panama pour conquérir les esclaves fugitifs et expulser les Anglais qui ont peuplé la région. Il marche vers le Pérou et rejoint l'armée que le vice-roi Francisco de Toledo a envoyé contre Sir Francis Drake. Il sert à Callao où il occupe divers postes militaires, ce qui lui vaut le corregimiento de Yaguarzongo au sein de la présidence de Quito, dans la vice-royauté du Pérou.
Diego Vaca de Vega, le premier gouverneur de Maynas, prétend avoir dépensé trente mille pesos pour sa première expédition ; en effet, il fait venir des chevaux et introduit des poulets et des porcs, encourageant l'élevage de ces volailles, qui se multiplient bientôt considérablement ; il plante du tabac et du coton.
Le président Antonio de Morga Sánchez Garay lui apporte toute l'aide nécessaire. En 1620 Vaca de Vega fonde la ville de San Fracisco de Borja.
Il épouse Ana de la Cadena et meurt à Loja, dans l'actuel Équateur, en 1627, laissant neuf enfants, cinq garçons et quatre filles, dans une pauvreté extrême.